# Wądół (województwo pomorskie)

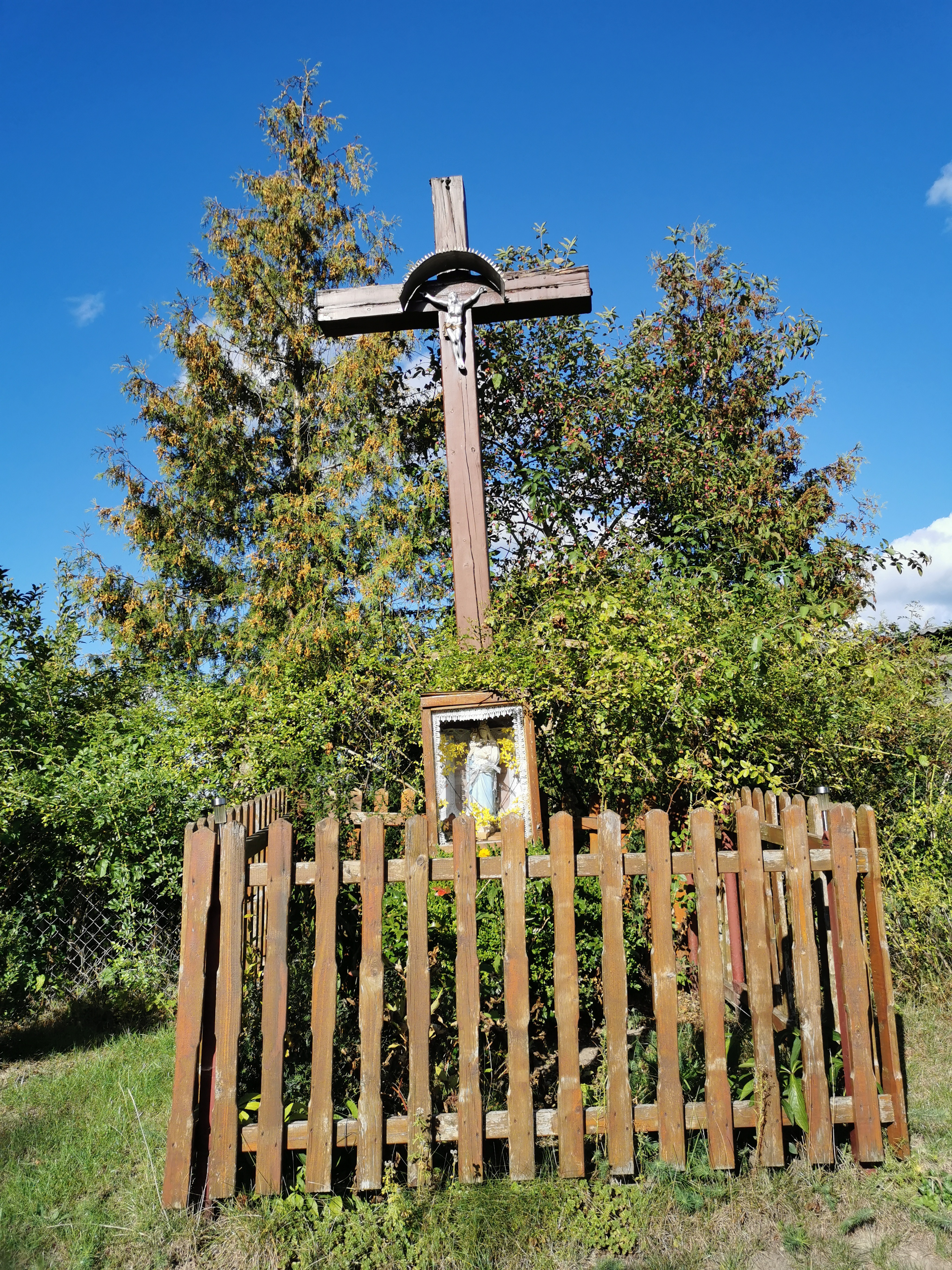
Przydrożny krzyż w Wądole

Wądół (kaszb. Wądół, niem. Charlottenthal) – kolonia w Polsce na Pojezierzu Bytowskim położona w województwie pomorskim, w powiecie bytowskim, w gminie Kołczygłowy.
W latach 1975–1998 miejscowość administracyjnie należała do województwa słupskiego.
Wieś stanowi sołectwo gminy Kołczygłowy.